# 西成彦
西 成彦（にし まさひこ、1955年1月27日 - ）は、日本の文学研究者。専攻は比較文学。立命館大学名誉教授。

## 来歴
岡山県生まれ、兵庫県出身。1977年東京大学教養学部フランス科卒、同大学院人文科学研究科比較文学比較文化博士課程中退。ポーランド留学、熊本大学助教授、1997年立命館大学文学部教授を経て、同大学院先端総合学術研究科教授（2020年3月まで）。2020年4月から同研究科特任教授。2015年日本比較文学会会長（2019年6月まで）。
妻であった詩人伊藤比呂美との共著『パパはごきげんななめ』は映画化もされたが、のちに離婚。
1994年『ラフカディオ・ハーンの耳』で熊日文学賞、1998年『森のゲリラ宮沢賢治』で日本比較文学会賞、2005年『耳の悦楽』で芸術選奨新人賞受賞。2019年『外地巡礼 - 「越境的」日本語文学論』で読売文学賞受賞。

## 著書

### 単著
- 『個体化する欲望 - ゴンブロヴィッチの導入』（朝日出版社） 1980
- 『マゾヒズムと警察』（筑摩書房） 1988
- 『ラフカディオ・ハーンの耳』（岩波書店） 1993、同時代ライブラリー 1998
- 『イディッシュ - 移動文学論1』（作品社） 1995
- 『森のゲリラ 宮沢賢治』（岩波書店） 1997、平凡社ライブラリー 2004
- 『クレオール事始』（紀伊國屋書店） 1999
- 『耳の悦楽 - ラフカディオ・ハーンと女たち』（紀伊國屋書店） 2004
- 『エクストラテリトリアル - 移動文学論2』（作品社） 2008
- 『世界文学のなかの『舞姫』』（みすず書房、理想の教室） 2009
- 『ターミナルライフ 終末期の風景』（作品社） 2011
- 『胸さわぎの鷗外』（人文書院） 2013
- 『バイリンガルな夢と憂鬱』（人文書院） 2014
- 『外地巡礼 - 「越境的」日本語文学論』（みすず書房） 2018
- 『声の文学 - 出来事から人間の言葉へ』（新曜社） 2021
- 『死者は生者のなかに - ホロコーストの考古学』（みすず書房） 2022
- 『ラフカディオ・ハーンの耳、語る女たち』（洛北出版） 2024 - 増訂版

### 共著
- 『パパはごきげんななめ』（伊藤比呂美共著、作品社） 1989、集英社文庫 1992
- 『おなかほっぺおしり - ポーランドゆき』（伊藤比呂美共著、婦人生活社） 1994
- 『家庭の医学』（伊藤比呂美共著、筑摩書房） 1995

### 共編著
- 『20世紀をいかに越えるか - 多言語・多文化主義を手がかりにして』（西川長夫・姜尚中、平凡社） 2000
- 『複数の沖縄 - ディアスポラから希望へ』（原毅彦、人文書院） 2003
- 『異郷の身体 - テレサ・ハッキョン・チャをめぐって』（池内靖子、人文書院） 2006
- 『東欧の20世紀』（高橋秀寿、人文書院） 2006
- 『異郷の死 - 知里幸恵、そのまわり』（崎山政毅、人文書院） 2007
- 『対話のために - 「帝国の慰安婦」という問いをひらく』（浅野豊美・小倉紀蔵、クレイン） 2017
- 『旅する日本語 - 方法としての外地巡礼』 （中川成美、松籟社） 2022

## 翻訳
- 『虚数』（スタニスワフ・レム、共訳、国書刊行会） 1998
- 『トランス=アトランティック』（ヴィトルド・ゴンブローヴィッチ、国書刊行会） 2004
- 『ポーランド文学史』（チェスワフ・ミウォシュ、共訳、未知谷） 2006
- 『ペインティッド・バード』（イェジー・コシンスキ、松籟社） 2011
- 『牛乳屋テヴィエ』（ショレム・アレイヘム、岩波文庫） 2012
- 『不浄の血 アイザック・バシェヴィス・シンガー傑作選』（アイザック・バシェヴィス・シンガー、共訳、河出書房新社） 2013
- 『ディブック / ブルグント公女イヴォナ』（S.アン=スキ / ヴィトルト・ゴンブローヴィチ、編、未知谷、ポーランド文学古典叢書） 2015
- 『世界イディッシュ短篇選』（共編訳、岩波文庫） 2018
- 『ザッハー=マゾッホ集成』全3巻（平野嘉彦・中澤英雄 分担訳・解説、人文書院）2024

## 論文
- Cinii